# Короткохвостая пегая мухоловка
Короткохвостая пегая мухоловка (лат. Leucophantes brachyurus) — вид птиц из семейства австралийских зарянок. Обитает в субтропических и тропических лесах в северной части Новой Гвинеи (большая часть популяции — в индонезийской части острова). Держится на высотах от уровня моря до 650 м.

## Описание
Длина 14—15 см. Чёрный клюв, тёмно-коричневые глаза, ноги бледно-коричневые либо розовые.
Питается насекомыми. Летает плохо.